# Списак генерала и адмирала Војске Југославије и СЦГ: Ј и К
Списак особа које су у имале генералске и адмиралске чинове у Војсци Југославије (ВЈ) и Војсци Србије и Црне Горе (ВСЦГ) чије презиме почиње на слова Ј и К, за остале генерале и адмирале погледајте Списак генерала и адмирала Војске Југославије и СЦГ.
напомена: Генералски, односно адмиралски чинови у ВЈ су били — генерал-армије (адмирал флоте), генерал-пуковник (адмирал), генерал-потпуковник (вице-адмирал) и генерал-мајор (контра-адмирал).

### Ј
- Антоније Јанићијевић (1947), генерал-мајор. Активна војна служба у ВЈ престала му је 2003.
- Саво Јанковић (1935—1993), генерал-мајор. Активна војна служба у ВЈ престала му је 1992.
- Милан Јевтић (1947), генерал-мајор. Активна војна служба у ВЈ престала му је 2003.
- др Миодраг Јевтић (1956), санитетски генерал-мајор. После нестанка ВСЦГ, јуна 2006. војну каријеру наставио у Војсци Србије. Демобилисан је 2014. године.
- Крсман Јелић (1947), генерал-мајор. Активна војна служба у ВЈ престала му је 2002.
- Боривоје Јованић (1940—2023), генерал-потпуковник. Активна војна служба у ВЈ престала му је 2000.
- Велибор Јовановић (1936), генерал-мајор. Активна војна служба у ВЈ престала му је 1994.
- Никодин Јовановић (1936), генерал-потпуковник. Активна војна служба у ВЈ престала му је 1993.
- Томислав Јовановић (1935—1992), генерал-потпуковник.
- др Ацо Јовичић (1943), санитетски генерал-потпуковник. Активна војна служба у ВЈ престала му је 2001.
- Љубиша Јокић (1958), генерал-потпуковник авијације. После нестанка ВСЦГ, јуна 2006. војну каријеру наставио у Војсци Црне Горе. Демобилисан је 2017. године.
- Миодраг Јокић (1935—2022), вице-адмирал. Активна војна служба у ВЈ престала му је 1992.

### K
- Миле Кандић (1933—2017), вице-адмирал. Активна војна служба у ВЈ престала му је 1992.
- Милан Карајовић (1946—2005), генерал-потпуковник. Активна војна служба у ВЈ престала му је 2003.
- Младен Карановић (1946), генерал-потпуковник. Активна војна служба у ВЈ престала му је 2001.
- Лука Кастратовић (1950), генерал-мајор. Активна војна служба у ВЈ престала му је 2003.
- Душан Касум (1938—2025), генерал-мајор (постао у ЈНА). Активна војна служба у ВЈ престала му је 1994.
- Драган Катанић (1956), генерал-мајор. После нестанка ВСЦГ, јуна 2006. војну каријеру наставио у Војсци Србије. Демобилисан је 2009. године.
- Драгомир Кесеровић (1957), генерал-мајор. Активна војна служба у ВЈ престала му је 2002.
- Боривоје Ковач (1940—2009), генерал-мајор. Активна војна служба у ВЈ престала му је 1999.
- Светко Ковач (1951), генерал-мајор. Активна војна служба у ВСЦГ престала му је 2005.
- Благоје Ковачевић (1943—2004), генерал-пуковник. Активна војна служба у ВЈ престала му је 1996. Реактивиран 1999. а поново демобилисан 2001.
- Видосав Ковачевић (1955), генерал-мајор авијације. После нестанка ВСЦГ, јуна 2006. војну каријеру наставио у Војсци Србије. Демобилисан је 2009. године.
- Младен Ковачевић (1933—2015), генерал-мајор. Активна војна служба у ВЈ престала му је 1995.
- Саво Ковачевић (1941—1997), генерал-потпуковник.
- Слободан Ковачевић (1943), генерал-потпуковник. Активна војна служба у ВЈ престала му је 1999.
- Милун Кокановић (1953), генерал-мајор. Активна војна служба у ВЈ престала му је 2006.
- Драган Колунџија (1959), генерал-мајор. После нестанка ВСЦГ, јуна 2006. војну каријеру наставио у Војсци Србије. Демобилисан је 2011. године.
- Милош Костић (1938), генерал-мајор. Активна војна служба у ВЈ престала му је 1994.
- Слободан Косовац (1949—2012), генерал-мајор. Активна војна служба у ВСЦГ престала му је 2005.
- Зоран Костовски (1935—2014), генерал-мајор. Активна војна служба у ВЈ престала му је 1992.
- Душан Котуровић (1933—2010), генерал-мајор. Активна војна служба у ВЈ престала му је 1992.
- Југослав Коџопељић (1941), генерал-потпуковник. Активна војна служба у ВЈ престала му је 2000.
- Исмет Краснић (1942), генерал-мајор. Активна војна служба у ВЈ престала му је 2000.
- Бранко Крга (1945), генерал-пуковник. Активна војна служба у ВСЦГ престала му је 2005.
- др Момчило Крговић (1941), санитетски генерал-мајор. Активна војна служба у ВЈ престала му је 2001.
- Славко Кривошија (1938), генерал-потпуковник. Активна војна служба у ВЈ престала му је 1996.
- Гојко Крстић (1937), генерал-мајор. Активна војна служба у ВЈ престала му је 1992.
- Нинослав Крстић (1946—2012), генерал-потпуковник. Активна војна служба у ВЈ престала му је 2003.
- Бранислав Кузмановић (1936), генерал-мајор. Активна војна служба у ВЈ престала му је 1992.
- Милутин Кукањац (1935—2002), генерал-пуковник. Активна војна служба у ВЈ престала му је 1992.
- Марко Кулић (1933—2014), генерал-потпуковник авијације. Активна војна служба у ВЈ престала му је 1992.